# Gaston Strobino
Gaston Maurice Strobino (Büren an der Aare, Bern kanton, 1891. augusztus 23. – Downers Grove, Illinois, 1969. március 30.) olimpiai bronzérmes amerikai atléta, maratoni futó.

## Pályafutása
Strobino Svájcban született, olasz szülők gyermekeként. Kiskorában családja kivándorolt az Egyesült Államokba, így pályafutása alatt amerikai színekben versenyzett.
Egyetlen olimpián vett részt karrierje során. 1912-ben a Stockholmban rendezett olimpiai játékokon harmadikként zárta a maratoni futás számát. Strobino két dél-afrikai, Ken McArthur és Christian Gitsham mögött lett harmadik.

## Egyéni legjobbjai
- Maraton - 2.38:43 (1912)